# YUME日和
「YUME日和」（日语： yumebiyori） 是岛谷瞳第13張單曲。2003年11月6日在Avex trax發行。

## 收錄歌曲
1. YUME日和
作詞：小幡英之、作曲：宮崎歩、編曲：宗像仁志
哆啦A夢電影第25篇——大雄的貓狗時空傳的片尾曲。
粵語版為江若琳的《夢境日和》。
2. Holy Story
作詞：六ツ見純代、作曲：川端正美、編曲：宗像仁志
3. YUME日和（instrumental）
4. Holy Story（instrumental）

## 註解
1. ↑  . オリコン芸能人事典. オリコン.   [2013-09-19]. （原始内容存档于2013-06-26）.

## 外部連結
- YouTube上的島谷ひとみ / 「YUME日和」【OFFICIAL MV FULL SIZE】